# فلاديسلاف روبين (لاعب كرة قدم)
فلاديسلاف روبين هو لاعب كرة قدم بيلاروسي في مركز الوسط، ولد في 22 مارس 1999 في Stowbtsy ‏ في بيلاروس. لعب مع FC Uzda ‏.

## وصلات خارجية
- فلاديسلاف روبين (لاعب كرة قدم) على موقع قاعدة بيانات كرة القدم.إي يو (الإنجليزية)
- فلاديسلاف روبين (لاعب كرة قدم) على موقع Soccerway.com (الإنجليزية)